# Мусаев, Алауди Нажмудинович
Мусаев Алауди Нажмудинович (род. 2 декабря 1957, Илийский район, Алма-Атинская область) — член Союза писателей России, член Президиума Московской городской организации Союза писателей России, член Международного литературного фонда, полковник милиции, доктор юридических наук, профессор, юрист. Заслуженный деятель науки Чеченской Республики (1996). Заслуженный юрист Чеченской Республики (2002), профессор кафедры оперативно-розыскной деятельности Московского университета  МВД России (2005). Профессор кафедры уголовного процесса (с 2004). Почётный работник высшего профессионального образования Российской Федерации, первый член Интернациональной полицейской ассоциации в Советском Союзе (с 1992). Опубликовал более 70 научных работ. Подготовил семь кандидатов юридических наук.

## Биография
Родился 2 декабря 1957 года в совхозе «Илийский» Илийского района Алма-Атинской области Казахской ССР. Чеченец. Сын Мурад Мусаев — известный адвокат.
В 1989 году окончил Ростовский факультет академии МВД СССР.
В 1994 году окончил факультет руководящих кадров МВД РФ Академии МВД РФ
С октября 1995 года по август 1999 года — адъюнкт Академии управления МВД России.
9 декабря 1999 года защитил кандидатскую диссертацию на тему «Правовая основа, организация и тактика оперативной разработки организованных групп, занимающихся незаконным оборотом наркотических средств».
В 2003 году защитил докторскую диссертацию в Санкт-Петербургском университете МВД на тему «Механизм противодействия незаконному обороту наркотических средств».
С 1976 года проходил службу в органах внутренних дел СССР, занимал должности милиционера, инспектора отделения уголовного розыска, оперуполномоченного, старшего оперуполномоченного, начальника ОУР МВД ЧИАССР, заместителя начальника СКМ — начальника ОРБ МВД ЧР, начальника Управления по борьбе с организованной преступностью МВД ЧР, первого заместителя министра безопасности Чеченской Республики.
С августа 1999 года по июль 2000 года — старший преподаватель кафедры оперативно-розыскной деятельности Юридического института МВД России.
С июля 2000 года по май 2002 года — доцент указанной кафедры.
С мая 2002 года по октябрь 2003 года был прикомандирован к аппарату Государственной думы Российской Федерации.
С октября 2003 года — профессор кафедры оперативно-розыскной деятельности Московского университета МВД России.
Награждён медалями «За отличие в службе» 1-й, 2-й и 3-й степени и медалью за заслуги перед Чеченской республикой.